# 수페르코파 디 세리에 C
수페르코파 디 세리에 C(Supercoppa di Serie C, 과거 수페르코파 디 레가 프로)는 세리에 C 세 조의 우승 팀이 치르는 이탈리아의 축구 대회이다. 1999-2000 시즌부터 치러지고 있다.

## 같이 보기
- 레가 프로 프리마 디비시오네
- 수페르코파 디 레가 디 세콘다 디비시오네
- 이탈리아의 축구